# Psicologia de les emocions
La psicologia de les emocions és la branca de la psicologia que estudia la relació de les emocions amb la resta de processos psicològics bàsics.

## Concepte d'emoció
L'essència d'una emoció és la regulació de canvis en els estats estables del sistema nerviós central i els estats corporals. La persona que sent una emoció es troba en un estat mental excitat que es correspon amb excitació fisiològica.
De fet, emocions contraposades experimenten reaccions semblants i l'emoció és l'expressió de l'experiència personal atribuïda en cada situació.

## Marc teòric
Des de la neuropsicologia i psicologia social ha crescut el corrent que la persona que experimenta una emoció es troba en un estat mental excitat que es correspon amb excitació fisiològica, però la condició fisiològica és molt semblant entre les diferents emocions pel que és l'experiència personal la que permet interpretar les emocions en cada situació en funció del context.
Una situació emocional indueix a una reacció emocional que va augmentant fins a arribar a un punt cim en intensitat. Després d'una fase d'adaptació l'emoció va disminuint fins a un nivell constant fins que l'estímul desapareix i amb ell l'emoció.

### Teoria del procés oposat
Aquesta teoria diu que la base de l'emoció és l'experiència i que si poden distingir dos processos o estats: A i B. L'estat B depèn de l'estat A; el primer cop que s'experimenta una emoció l'estat B és molt dèbil i està completament eclipsat per l'estat A, fins que l'estímul emocional s'elimina. A partir d'aquí, cada cop que l'estat B podrà expressar-se amb més força i després de moltes experiències de la mateixa situació serà B qui dominarà, ja que es fa fort amb l'ús i dèbil amb el desús.

### Relació amb la motivació
A la teoria de la psicologia de la motivació les emocions són sinònims de les emocions. Sentiment no és sinònim d'emoció i emoció no ho és de motivació.
Dins del psicoanàlisi, Sigmund Freud va parlar dels sentiments específics, i s'interessà especialment per la incapacitat de l'organisme de descarregar determinades reaccions instintives i com aquestes condicions provoquen el bloqueig de l'energia, la qual ha de reconduir-se, fet que necessita que el subjecte s'enfronti al conflicte.

### Teories modernes del conflicte
Lazarus i els seus col·laboradors descriuen les emocions com a síndromes de resposta relacionals, o sigui, com s'enfronta l'individu al conflicte que ha originat l'emoció. Segons aquestes teories, els factors cognitius implicats en respostes emocionals particulars, dependran de la situació d'estímul i de la seva valoració, de les respostes conseqüents i de la reacció d'afrontament final, que canviarà la situació i la valoració.